# Eldon Enclosure Systems
Eldon Grup este o companie producătoare de cofrete si dulapuri industriale cu sediul central în Madrid.
Compania a fost înființată în 1922, este de origine suedeză și s-a dezvoltat într-un grup multinațional cu sediul central în Madrid.
Principalii clienți ai companiei activează în sectorul industrial - automatizări și construcții de mașini, dar și în cel rezidențial - construcții civile și industriale, putere și distribuție energie.
Printre clienții Eldon la nivel european se numără Honeywell, Nokia, Kraft, Nestlé, Alcatel - Lucent, Pepsico sau Siemens.

## Eldon în România
Compania este prezentă și în România, în parcul industrial Prejmer de lângă Brașov, cu o fabrică construită în perioada 2006 - 2007.
Fiecare fabrică din grupul Eldon are ca scop furnizarea de soluții de cofrete, dulapuri industriale și accesorii, precum și soluții speciale pentru o gamă largă de aplicații în domeniile puterii și distribuției și control / automatizare din diferite industrii, printre care aceea constructoare de utilaje. Toate fabricile Eldon sunt certificate ISO 9001:2008 și sunt supuse independent unor procese de audit stricte.